# Shane Embury
Shane Embury (ur. 27 listopada 1967 w Broseley w Shropshire) – brytyjski muzyk, kompozytor, basista i gitarzysta. Embury współpracował z takimi grupami muzycznymi jak Napalm Death, Brujeria, Unseen Terror, Blood From The Soul, Meathook Seed, Insidious Disease, Malformed Earthborn, Lock Up, Anaal Nathrakh czy Venomous Concept.

## Wybrana dyskografia
Napalm Death
- From Enslavement to Obliteration (1988, Earache Records)
- Harmony Corruption (1990, Earache Records)
- Utopia Banished (1992, Earache Records)
- Fear, Emptiness, Despair (1994, Earache Records)
- Diatribes (1996, Earache Records)
- Inside the Torn Apart (1997, Earache Records)
- Words From the Exit Wound (1998, Earache Records)
- Enemy of the Music Business (2000, Spitfire Records)
- Order of the Leech (2002, Spitfire Records)
- Leaders Not Followers Part. II (2004, Century Media Records)
- The Code Is Red... Long Live the Code (2005, Century Media Records)
- Smear Campaign (2006, Century Media Records)
- Time Waits for No Slave (2009, Century Media Records)
- Utilitarian (2012, Century Media Records)